# Estrella variable SX Arietis
Las variables SX Arietis son una clase de estrellas variables. Son semejantes a las variables Alfa2 Canum Venaticorum pero con mayor temperatura, y muestran campos magnéticos fuertes así como líneas espectrales intensas de HeI y de SiIII. Sus fluctuaciones de brillo son aproximadamente de 0,1 magnitudes con períodos de cerca de un día.
SX Arietis, prototipo del grupo, α Sculptoris, V761 Centauri y OV Geminorum son ejemplos de esta clase de variables.